# الجدول الزمني لزاخو
فيما يلي تسلسل زمني لتاريخ مدينة زاخو في العراق.

## قبل القرن العشرين
- 641 – بُني جامع زاخو الكبير بعد أن احتل الجيش الإسلامي المدينة.[1]
- 1041 – دُمِّرت الحسنية الخابور على يد قوات تركمانية تُعرف باسم قوات الغُز.[2]
- 1507 – الصفويون استولوا على زاخو.[3]
- 1515 – الدولة العثمانية استولت على زاخو.[3]
- 1544 – أصبحت زاخو سنجقًا.[4]
- 1844 – زار الرحّالة الإنجليزي ويليام فرانسيس أينزورث زاخو.[5]
- 1864 – أصبحت زاخو قضاءً تابعًا لإيالة الموصل.

## القرن العشرون
- 1918
  - 30 نوفمبر: انسحبت القوات العثمانية من زاخو وتولى البريطانيون السيطرة على المدينة.[6]

- 1919 – اغتيل الحاكم البريطاني لزاخو الكابتن بيرسون على يد حسو دِينو.[7]

- 1922 – افتُتِحت أول مدرسة ابتدائية في المدينة.[8]

- 1923
  - زار ملك العراق فيصل الأول مدينة زاخو.[9]
  - بُني أول جسر حديدي في المدينة.[10]

- 1934 – افتُتح جسر السعدون.[11]

- 1946 – أصبح فندق خابور أول فندق يُفتتح في زاخو.[12]

- 1970 – أُدخل أول جهاز تلفاز إلى المدينة.[13]

- 1987
  - أُعدِم قمري إسماعيل حاجي.[14]
  - تأسس نادي زاخو لكرة القدم.

- 1991
  - 13 مارس: هاجم سكان زاخو القواعد العسكرية العراقية واقتحموا المباني الحكومية، واستولوا على المدينة، مُلحقين أضرارًا جسيمة بالقوات الحكومية.[15]
  - 1 أبريل: استعادت القوات العراقية السيطرة على المدينة.[15]
  - 21 أبريل: طردت قوات التحالف القوات العراقية من زاخو، ودخلت قوات البيشمركة إلى المدينة.[15]

- 1995 – انفجرت سيارة مفخخة في زاخو يوم 27 فبراير.[16]

## القرن الحادي والعشرون
- 2011 – اقتحم العديد من الأكراد الغاضبين محال بيع الكحول ومراكز التدليك.[17]

- 2013 – افتتاح جامعة زاخو.[18][19]

- 2015 – افتتاح ملعب زاخو الدولي في 3 يونيو.[20]

- 2018 – افتتاح نفق زاخو في 25 سبتمبر.[21][22]

- 2021 – أصبحت المدينة إدارة مستقلة تتبع محافظة دهوك.[23][24]

- 2024 – تأسيس متحف زاخو.[25][26]